# Zodariellum mongolicum
Zodariellum mongolicum là một loài nhện trong họ Zodariidae.
Loài này thuộc chi Zodariellum. Zodariellum mongolicum được Yuri M. Marusik & Koponen miêu tả năm 2001.